# زیرکسفلده
زیرکسفلده (به آلمانی: Sirksfelde) یک شهر در آلمان است که در هرتسوگتوم لاونبورگ واقع شده‌است. زیرکسفلده ۳۱۶ نفر جمعیت دارد.